# Puzaljka
Puzaljka  (lat. Kickxia) je rod, uglavnom jednogodišnjeg raslinja iz porodice trpučevki, dio potporodice Antirrhinoideae. 
Nekoliko vrsta raste i u Hrvatskoj

## Vrste
1. Kickxia aegyptiaca (L.) Nábelek
2. Kickxia cirrhosa (L.) Fritsch, vitičasta puzaljka
3. Kickxia collenetteana D.A.Sutton
4. Kickxia commutata (Bernh. ex Rchb.) Fritsch,  sredozemna puzaljka
5. Kickxia corallicola D.A.Sutton
6. Kickxia dentata (Vahl) D.A.Sutton
7. Kickxia elatine (L.) Dumort.,  prava puzaljka
8. Kickxia elatinoides (Desf.) Rothm.
9. Kickxia floribunda (Boiss.) Täckh. & Boulos
10. Kickxia gombaultii (J.Thiébaut) Mouterde
11. Kickxia hartlii (Betsche) D.Heller
12. Kickxia iranica Zeraatkar & F.Ghahrem.
13. Kickxia lanigera (Desf.) Hand.-Mazz., vunenasta puzaljka
14. Kickxia membranacea D.A.Sutton
15. Kickxia papillosa R.R.Mill
16. Kickxia pendula (Kunkel) Kunkel
17. Kickxia petiolata D.A.Sutton
18. Kickxia pseudoscoparia V.A.W.Sm. & D.A.Sutton
19. Kickxia sabarum V.A.W.Sm. & D.A.Sutton
20. Kickxia saccata D.A.Sutton
21. Kickxia scalarum (Schweinf. ex Blatt.) D.A.Sutton
22. Kickxia spiniflora (Schwartz) D.A.Sutton
23. Kickxia spuria (L.) Dumort., neprava puzaljka
24. Kickxia ×confinis (Lacroix) Soó